# Organizzazione per la Liberazione della Palestina
L'Organizzazione per la Liberazione della Palestina (OLP; in arabo منظمة التحرير الفلسطينية‎?, Munaẓẓamat al-Taḥrīr al-Filasṭīniyya) è un'organizzazione politica palestinese, considerata dalla Lega araba a partire dal 1974 la legittima «rappresentante del popolo palestinese».
Fondata a Gerusalemme nel maggio 1964 da una riunione di 422 personalità nazionali palestinesi, a seguito di una precedente decisione della Lega araba, il suo obiettivo era la «liberazione della Palestina» attraverso la lotta armata. L'originale Statuto dell'OLP (del 28 maggio 1964) dichiarava che «la Palestina all'interno dei confini che esistevano al momento del mandato britannico è una singola unità regionale» e ha cercato di «vietare [...] l'esistenza e l'attività» del sionismo. Lo Statuto fa anche riferimento al diritto al ritorno e all'autodeterminazione per i palestinesi. Uno Stato palestinese non è citato, anche se nel 1974 l'OLP ha chiesto uno Stato indipendente nel territorio del mandato di Palestina. Nel 1988, l'OLP ha adottato ufficialmente una soluzione a due Stati, con Israele e la Palestina che vivono fianco a fianco e con Gerusalemme Est come capitale dello Stato di Palestina.
Nel 1993, il presidente dell'OLP Yasser Arafat ha politicamente riconosciuto lo Stato di Israele in una lettera ufficiale al suo primo ministro Yitzhak Rabin, come conseguenza degli accordi di Oslo, che portarono alla nascita dell'Autorità Nazionale Palestinese. 
Arafat è stato il presidente del Comitato esecutivo dell'OLP dal 1969 fino alla sua morte nel 2004. È stato sostituito da Mahmūd Abbās (noto anche come Abu Mazen).
Secondo un report del "National Criminal Intelligence Service" del 2002, l'OLP è stato «il più ricco di tutte le organizzazioni terroristiche», con 8-10 miliardi di dollari in attività e un reddito annuo di 1,5-2 miliardi di dollari da «donazioni, estorsioni, saldi, traffici illegali di armi, traffico di stupefacenti, riciclaggio di denaro sporco, frodi, ecc». Il Daily Telegraph ha riferito nel 1999 che l'OLP aveva almeno 5 miliardi di sterline sui conti ad essa riconducibili.
L'etichetta di "organizzazione terroristica" è stata contestata ed è stata de facto superata nel 1993, a seguito della stipula degli accordi di Oslo.

## Tratti fondamentali
Fondata nel 1964, l'OLP ha un teorico apparato legislativo, il Consiglio Nazionale Palestinese (CNP), ma attualmente ogni potere politico e ogni decisione sono prese e controllate dal Comitato Esecutivo dell'OLP, composto da 15 membri eletti dal CNP. L'OLP presenta al suo interno un ventaglio di ideologie sostanzialmente laiche espresse da diversi movimenti palestinesi impegnati nella lotta per il conseguimento dell'indipendenza palestinese e per la liberazione dei territori palestinesi.
L'OLP è considerata la legittima rappresentante del popolo palestinese e, dal 2012, gode dello status di osservatore permanente all'interno dell'Assemblea generale delle Nazioni Unite.

### Organizzazione
L'OLP non ha un organo cui spetta il processo decisionale od un meccanismo che consente di controllare direttamente le sue fazioni, ma esse devono seguire lo Statuto dell'OLP e le decisioni del Comitato Esecutivo. L'adesione è oscillante, ed alcune organizzazioni hanno lasciato l'OLP o sono stati sospesi durante i periodi di turbolenza politica, ma più spesso questi gruppi sono rientrati nell'organizzazione.
Membri attuali
- Fatah: partito più grande, di orientamento socialista-nazionalista.
- Fronte Popolare per la Liberazione della Palestina (FPLP): secondo più grande, radicale e militante comunista.
- Fronte Democratico per la Liberazione della Palestina (FDLP): terzo posto, comunista.
- Partito Popolare Palestinese: ex-comunista, non militante.
- Fronte per la Liberazione della Palestina (FLP): - Minori di sinistra.
- Fronte Arabo di Liberazione (FAL): allineato al partito iracheno Ba'th.
- Fronte Popolare di Lotta (FPL).
- al-Sa'iqa, filo-siriano, oltre ad altri gruppi minori.

Ex membro dell'OLP
- Fronte Popolare per la Liberazione della Palestina - Comando Generale (PFLP-GC).

### Membri di rilievo dell'OLP
Oltre ad Abu Mazen, l'OLP ha numerosi altri capi ben conosciuti. Uno di essi è una palestinese di religione cristiana, Hanan Ashrawi, professoressa di letteratura in un ateneo cisgiordano.

## Leader dell'OLP
- Ahmad Shuqayri (10 giugno 1964 - 24 dicembre 1967)
- Yahya Hammuda (24 dicembre 1967 - 2 febbraio 1969)
- Yāsir ʿArafāt "Abū ʿAmmār" (2 febbraio 1969 - 11 novembre 2004) (in esilio in Giordania, ad aprile 1971; Libano 1971 - dicembre 1982; e Tunisi dicembre 1982 - maggio 1994)
- Mahmūd ʿAbbās "Abū Māzen" (dal 29 ottobre 2004) (delibera [per Arafat] all'11 novembre 2004)

## Storia

### Creazione
La Lega Araba nel summit del Cairo del 1964 avviò la discussione per la creazione di un'organizzazione che rappresentasse il popolo palestinese. Il Consiglio Nazionale Palestinese si riunì a Gerusalemme il 29 maggio 1964. Alla conclusione di tale incontro l'OLP fu fondata il 2 giugno 1964. Le sue Dichiarazioni di proclamazione dell'Organizzazione asserivano: "... il diritto del popolo arabo palestinese alla sua sacra patria della Palestina e l'affermazione dell'inevitabilità della battaglia per liberare le sue parti usurpate e la sua determinazione a generare la sua effettiva entità rivoluzionaria e a mobilitare le sue capacità e potenzialità oltre che le sue forze materiali, militari e spirituali".
All'epoca Gaza e Cisgiordania non erano occupate da Israele, ma da Egitto e Giordania. Per parti usurpate, si intendeva lo Stato di Israele.

### Guida di Yasser Arafat
La disfatta della Siria, Giordania ed Egitto nella guerra dei sei giorni del 1967 distrusse la credibilità degli Stati che intendevano essere i patroni del popolo palestinese e indebolì in modo significativo Jamāl 'Abd al-Nāsir. Una nuova strada fu inaugurata da Yasser Arafat che affermò il diritto di ricorrere alla guerriglia contro Israele e che operò con successo per rendere l'OLP un'organizzazione pienamente indipendente sotto il controllo dei fedayyin (lett. "devoti"). Alle riunioni del Congresso Nazionale Palestinese del 1969, il Fatḥ ottenne il controllo delle strutture esecutive dell'OLP. Al Congresso Nazionale Palestinese del Cairo del 3 febbraio 1969 Arafat fu eletto presidente del Comitato Esecutivo dell'OLP. Da allora Il Comitato Esecutivo fu composto essenzialmente da rappresentanti delle varie organizzazioni facenti parte dell'OLP.

### Settembre Nero in Giordania
L'OLP patì il suo maggior insuccesso con l'attacco giordano ai suoi gruppi armati negli eventi che sono meglio noti come Settembre Nero nel 1970. I gruppi palestinesi furono espulsi dalla Giordania e durante gli anni settanta il nerbo dell'OLP fu in effetti costituito da otto organizzazioni acquartierate a Damasco e Beirut, tutte devote a ciò che esse definivano "resistenza armata sia al Sionismo sia all'occupazione israeliana", col ricorso a metodi che comprendevano attacchi a civili e operazioni di guerriglia contro Israele.

### Programma dei dieci punti
Alcuni mesi dopo la guerra del Kippur, il Consiglio Nazionale Palestinese, riunitosi nella sua 12ª sessione al Cairo nel giugno 1974 e dominato dai leader di Fatah, adottò il cosiddetto «Programma dei dieci punti» o «Programma delle fasi», che invocava nel secondo punto la costituzione di una autorità nazionale «su ogni parte del territorio palestinese liberato», sottintendendo che la liberazione della Palestina sarebbe potuta essere parziale, perlomeno temporaneamente. Il documento rappresentò «una svolta di tipo pragmatico che avrebbe portato alla sostituzione della lotta armata con la trattativa» e al sostegno della Soluzione dei due Stati. 
Tale svolta pragmatica sancì una frattura in seno all'OLP fra coloro che approvarono il documento, i «moderati», e coloro che vi si opposero, i «radicali». La tesi di questi ultimi, colizzatisi nel «Fronte delle forze palestinesi che si oppongono alla soluzioni di resa», era che la creazione di una autorità nazionale palestinese in Cisgiordana e nella Striscia di Gaza avrebbe inevitabilmente condotto alla rinuncia della lotta armata, al riconoscimento dello Stato di Israele e alla coesistenza con esso, e al dominio dei regimi arabi (che il Fronte considerava reazionari) sulla Palestina, relegata così a Stato fantoccio.
Il documento ribadiva comunque l'opposizione alla Risoluzione 242 del Consiglio di sicurezza delle Nazioni Unite (primo punto) e la preminenza della strategia della lotta armata, considerata però non più esclusiva (secondo punto); prometteva inoltre uno sforzo maggiore nel sostegno ai Paesi socialisti e alle forze di liberazione e progressiste di tutto il mondo (nono punto).
All'epoca l'OLP comprendeva altri gruppi che avrebbero abbandonato l'Organizzazione per svariati motivi, quale il gruppo radicale Fronte Popolare per la Liberazione della Palestina - Comando Generale (FPLP-CG), una scheggia del FPLP che lasciò nel 1974 l'OLP per protesta contro il "Programma dei 10 Punti".

### Summit della Lega Araba a Rabat
Con l'approvazione del «Programma dei dieci punti», l'OLP si conquistò il supporto dei regimi arabi, che a sua volta facilitò la svolta pragmatica recentemente intrapresa: nell'ottobre 1974, i Paesi della Lega Araba si riunirono a Rabat, riconoscendo l'OLP e di conseguenza Arafat come «l'unico legittimo rappresentante del popolo palestinese», con voto unanime dei presenti, Giordania inclusa.
L'OLP e Arafat furono invitati per la prima volta a parlare davanti all'assemblea dei Paesi aderenti. Contestualmente, il Governo giordano rilasciò una dichiarazione nella quale affermava di non volersi sostituire alla Palestina e ad alcun altro Paese del Medio Oriente nei negoziati di pace.
I produttori di petrolio della Lega Araba promisero un sostegno finanziario su un orizzonte pluriennale all'OLP e ai Paesi meno ricchi di questa risorsa naturale, somma della quale in realtà fu versata solamente una piccola quota simbolica.

### L'OLP in Libano e la guerra civile libanese
A metà degli anni settanta, Arafat e il suo movimento al-Fath si trovavano in una posizione politicamente fragile. Il Fronte del Rifiuto dell'OLP si opponeva ai crescenti appelli di Arafat alla diplomazia, simboleggiato forse in maniera convincente dal suo favore per una risoluzione del Consiglio di Sicurezza delle Nazioni Unite avanzata nel 1976, che auspicava l'istituzione di uno Stato binazionale all'interno dei confini precedenti il 1967 e l'applicazione del suo "Programma dei 10 Punti", era stato denunciato anche dalle nazioni arabe che facevano parte del Fronte del Rifiuto (e d'altra parte alla risoluzione gli Stati Uniti d'America avevano opposto il loro veto). La popolazione dei territori occupati palestinesi, per canto loro, videro Arafat come la loro unica speranza per una risoluzione favorevole del conflitto, specialmente nel periodo di tempo immediatamente successivo agli accordi di Camp David, che i Palestinesi avevano visto come un colpo assestato alle loro aspirazioni di auto-determinazione. D'altro canto i leader israeliani, che avevano i loro piani sui territori occupati, si risentirono della popolarità di Arafat e della sua crescente credibilità diplomatica. Nel frattempo, Abū Niḍāl, un nemico accanito dell'OLP fin dal 1974, assassinò l'inviato diplomatico dell'OLP alla Comunità Economica Europea, che nella dichiarazione di Venezia del 1980 aveva esortato Israele a riconoscere i diritti dei Palestinesi all'auto-determinazione. I complici dell'assassinio non furono mai definitivamente identificati ma era in ogni caso chiaro che i progetti diplomatici di Arafat non erano universalmente i benvenuti.
Nella guerra civile libanese l'OLP dapprima combatté contro i Maroniti, poi contro Israele, quindi, alla fine, contro le milizie sostenute dalla Siria, quali le milizie di Amal. Dal 1985 al 1988 Amal assediò i campi profughi palestinesi in Libano per sradicarvi i sostenitori di Arafat. Molte migliaia di Palestinesi morirono per colpi d'arma da fuoco e per inedia. Dopo che finirono gli assedi di Amal si ebbe un'esplosione di confronti tra i Palestinesi all'interno dei campi.
L'opposizione ad Arafat fu assai dura non solo fra i gruppi radicali arabi ma anche fra i sostenitori dei diritti d'Israele, fra cui Menachem Begin che ribadì in più di un'occasione che, se anche l'OLP aveva accettato la risoluzione n. 242 del Consiglio di Sicurezza e aveva riconosciuto il diritto d'Israele all'esistenza, egli non avrebbe mai negoziato con tale organizzazione. Ciò contraddiceva la posizione ufficiale degli USA secondo cui Washington avrebbe negoziato con l'OLP qualora questa avesse accettato la risoluzione n. 242 e avesse riconosciuto Israele: cosa che l'OLP era stata fino a quel momento assai riottosa a fare. Altre voci richiesero in quei tempi l'adozione di una soluzione diplomatica che mettesse fine alle ostilità in accordo col consenso internazionale, inclusi il leader egiziano Anwar al-Sādāt nel corso della sua visita a Washington nell'agosto del 1981 ed il principe ereditario dell'Arabia Saudita Fahd ibn ʿAbd al-ʿAziz Āl Saʿūd con la sua proposta di pace del 7 agosto. Unitamente alle manovre diplomatiche di Arafat, questi sviluppi resero apparentemente sempre più problematico l'argomento di Israele secondo cui non vi era alcun "partner per la pace".

### Trasferimento dell'OLP in Tunisia
Nel 1982 l'OLP si rifugiò a Tunisi dopo essere stata costretta ad abbandonare il Libano da Israele, in margine all'invasione del Libano realizzata lungo l'arco di 6 mesi. Qui subì un attacco da parte dell'aviazione israeliana il 1º ottobre 1985, nell'operazione Gamba di Legno.

### Prima Intifada
Nel 1987 la Prima Intifada esplose nei Territori Occupati. L'Intifada colse di sorpresa l'OLP  e la sua dirigenza fu in grado solo dall'esterno di influenzare gli eventi mentre emergeva una nuova guida locale, il Comando Unificato dell'Intifada, che riuniva numerose importanti fazioni palestinesi.
Quando re Husayn di Giordania proclamò la separazione amministrativa e legale della Sponda Occidentale (la Cisgiordania) dalla Giordania nel 1988, il Consiglio Nazionale Palestinese adottò la Dichiarazione d'indipendenza palestinese ad Algeri, proclamando uno Stato indipendente della Palestina. La dichiarazione esprimeva il proprio assenso alle risoluzioni dell'ONU senza menzionare in modo esplicito le Risoluzioni n. 242 e 338 del Consiglio di Sicurezza dell'ONU. Un mese più tardi Arafat dichiarava a Ginevra che l'OLP avrebbe appoggiato una soluzione del conflitto con Israele basata su tali Risoluzioni. In effetti l'OLP riconosceva i diritti d'Israele all'esistenza all'interno dei confini precedenti il 1967, con l'intesa che ai Palestinesi sarebbe stato consentito d'instaurare un loro Stato in Cisgiordania e a Gaza. Gli Stati Uniti d'America accettarono tale chiarimento di Arafat e presero ad autorizzare contatti diplomatici con l'OLP.

### Accordi di Oslo
Nel 1993, per diversi mesi l'OLP negoziò segretamente gli Accordi di Oslo con Israele. Gli Accordi si conclusero il 20 agosto 1993. Vi fu quindi una cerimonia pubblica a Washington il 13 settembre 1993 con Yasser Arafat e Yitzhak Rabin, con la presenza di Clinton e dei rispettivi responsabili degli Esteri delle due parti. Gli Accordi garantivano i diritti palestinesi all'autogoverno della Striscia di Gaza e della Cisgiordania tramite la creazione di un'Autorità Nazionale Palestinese. Yasser Arafat fu eletto capo dell'ANP nonostante l'OLP e l'ANP non fossero formalmente collegate, l'OLP dominò l'amministrazione palestinese. Fu permesso il ritorno dei leader palestinesi e il Quartier Generale dell'OLP fu trasferito da Tunisi a Ramallah in Cisgiordania.
Il 9 settembre 1993, Arafat rilasciò una dichiarazione di stampa nella quale stabiliva che "l'OLP riconosceva il diritto dello Stato d'Israele all'esistenza pacifica e sicura". Alcune fazioni all'interno dell'OLP e dell'ANP, che erano fautrici di una coesistenza pacifica con Israele nel processo di creazione di uno Stato palestinese sui territori di Cisgiordania e di Gaza, persero l'appoggio popolare a causa della rioccupazione da parte dell'ANP delle aree controllate in Cisgiordania..

## L'OLP nelle Nazioni Unite

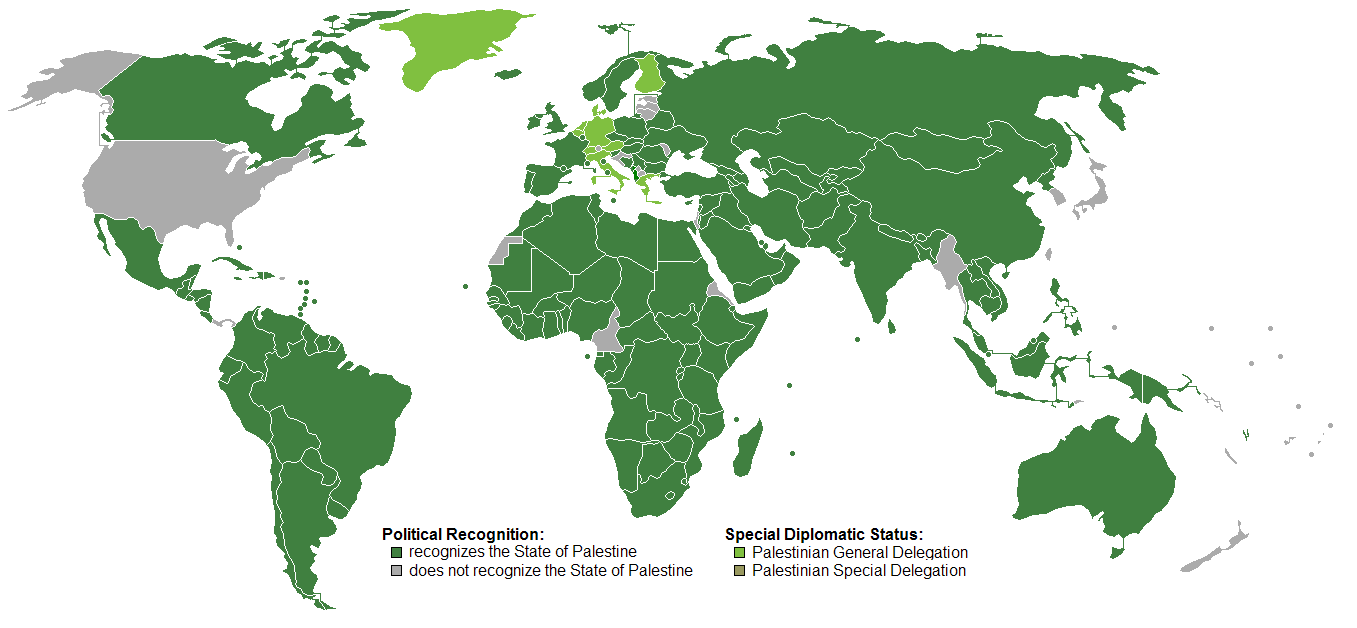
Paesi (in verde scuro) che riconoscono lo Stato di Palestina (a dicembre 2010)

L'Assemblea generale delle Nazioni Unite ha concesso lo status di osservatore all'OLP il 22 novembre 1974. Il 12 gennaio 1976 il Consiglio di sicurezza dell'ONU ha votato con 11 voti a favore, 1 contrario e 3 astenuti per consentire all'OLP di partecipare al dibattito del Consiglio di sicurezza senza diritto di voto: un privilegio normalmente riservato ai soli componenti delle Nazioni Unite.
Dopo la Dichiarazione d'indipendenza palestinese la rappresentanza dell'OLP è stata rinominata Palestina. Il 7 luglio 1998, questo status è stato esteso per consentire la partecipazione dell'OLP ai dibattiti dell'Assemblea generale, sempre senza diritto di voto.
In numerose risoluzioni dell'Assemblea generale dell'ONU, l'OLP è stata dichiarata la sola rappresentante legittima del popolo palestinese. Ciò era stato riconosciuto da Israele negli accordi di Oslo fin dal 1993.

## Carta Nazionale dell'OLP
Il testo della Carta Nazionale Palestinese, così come emendata nel 1968, contiene numerose clausole che richiamano l'esigenza della distruzione dello Stato d'Israele. Nella corrispondenza intercorsa fra Arafat e Rabin in occasione degli Accordi di Oslo del 1993, Arafat concordava che quelle clausole dovessero essere rimosse. Il 26 aprile 1996 il Consiglio Nazionale Palestinese votò per rendere nulle o emendare ognuna di queste clausole, e invitò alla redazione di un nuovo testo. Una lettera inviata da Arafat al Presidente USA Clinton nel 1998 elencava le clausole coinvolte e comunicava che, in un incontro, il Comitato Centrale Palestinese aveva approvato tale lista. Un incontro pubblico dell'OLP, dei membri del Consiglio Nazionale Palestinese e del Comitato Centrale Palestinese confermò del pari la lettera alla presenza di Clinton e il Primo Ministro israeliano Benjamin Netanyahu accettò tutto ciò come un impegno per l'annullamento delle clausole anzidette. Ciò nonostante un nuovo testo della Carta Nazionale palestinese non è stato mai redatto e questo costituisce una fonte di continue controversie e non manca chi afferma che tale fallimento nel produrre un nuovo testo dimostra la mancanza di sincerità dell'impegno ad annullare dette clausole ma una delle repliche avanzate da numerosi Palestinesi è che un'appropriata sostituzione della Carta avverrà solo con la costituzione del futuro Stato della Palestina. La bozza pubblicata della Costituzione stabilisce che il territorio palestinese "costituisce un'unità indivisibile basata sui suoi confini esistenti il 4 giugno 1967".
La Carta dell'OLP del 1968 approva l'uso della violenza, specificatamente della "lotta armata" contro ciò che essa chiama "imperialismo sionista". L'articolo 10 della Carta Nazionale Palestinese specifica che "le azioni di guerriglieri (fidāʾiyyūn) rappresentano il nucleo della guerra di liberazione popolare palestinese. Ciò richiede un'escalation, la loro completezza e la mobilitazione di tutti gli sforzi popolari palestinesi, di ogni impegno nel campo dell'istruzione e delle sue organizzazioni e il coinvolgimento nella rivoluzione armata palestinese. Viene altresì richiesto il conseguimento dell'unità per la lotta nazionale (waṭanī) fra i diversi raggruppamenti del popolo palestinese e delle masse arabe, così da assicurare la continuazione della rivoluzione, la sua intensificazione e la vittoria".

### Organi dell'OLP
- Consiglio Nazionale Palestinese
- Presidente della Palestina
- Commissione palestinese indipendente per i diritti del cittadino

### Altre
- Violenza politica palestinese
- Palestina
- Palestina (stato)
- Cisgiordania
- Striscia di Gaza
- Gerusalemme est
- Polizia di frontiera palestinese a Gaza
- Fronte di resistenza popolare
- Unione nazionale araba palestinese
- Ufficio politico dell'azione unita delle forze rivoluzionarie palestinesi
- Autorità nazionale palestinese